# ویکتوریا (بریتیش کلمبیا)

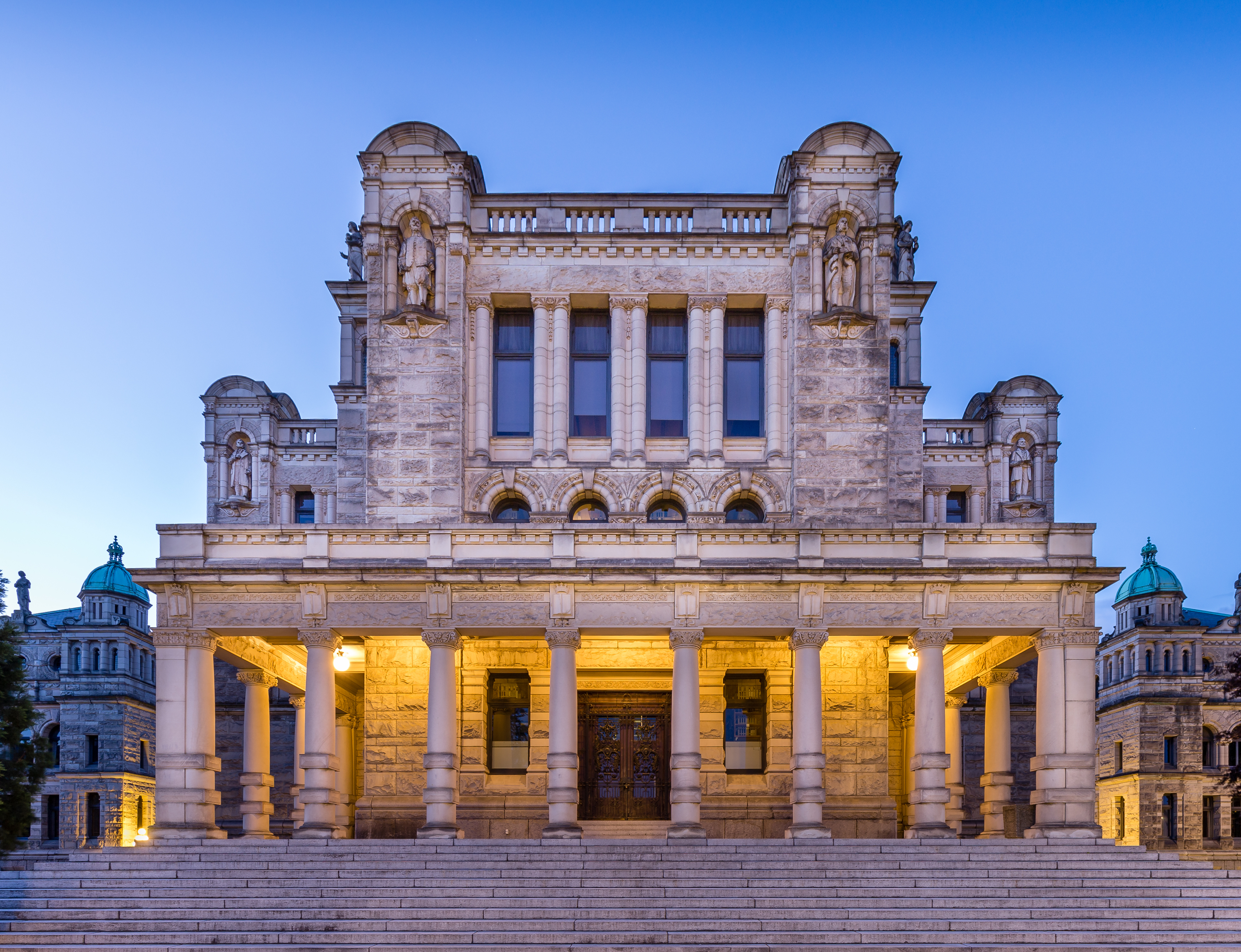
ساختمان پارلمان بریتیش کلمبیا در ویکتوریا.

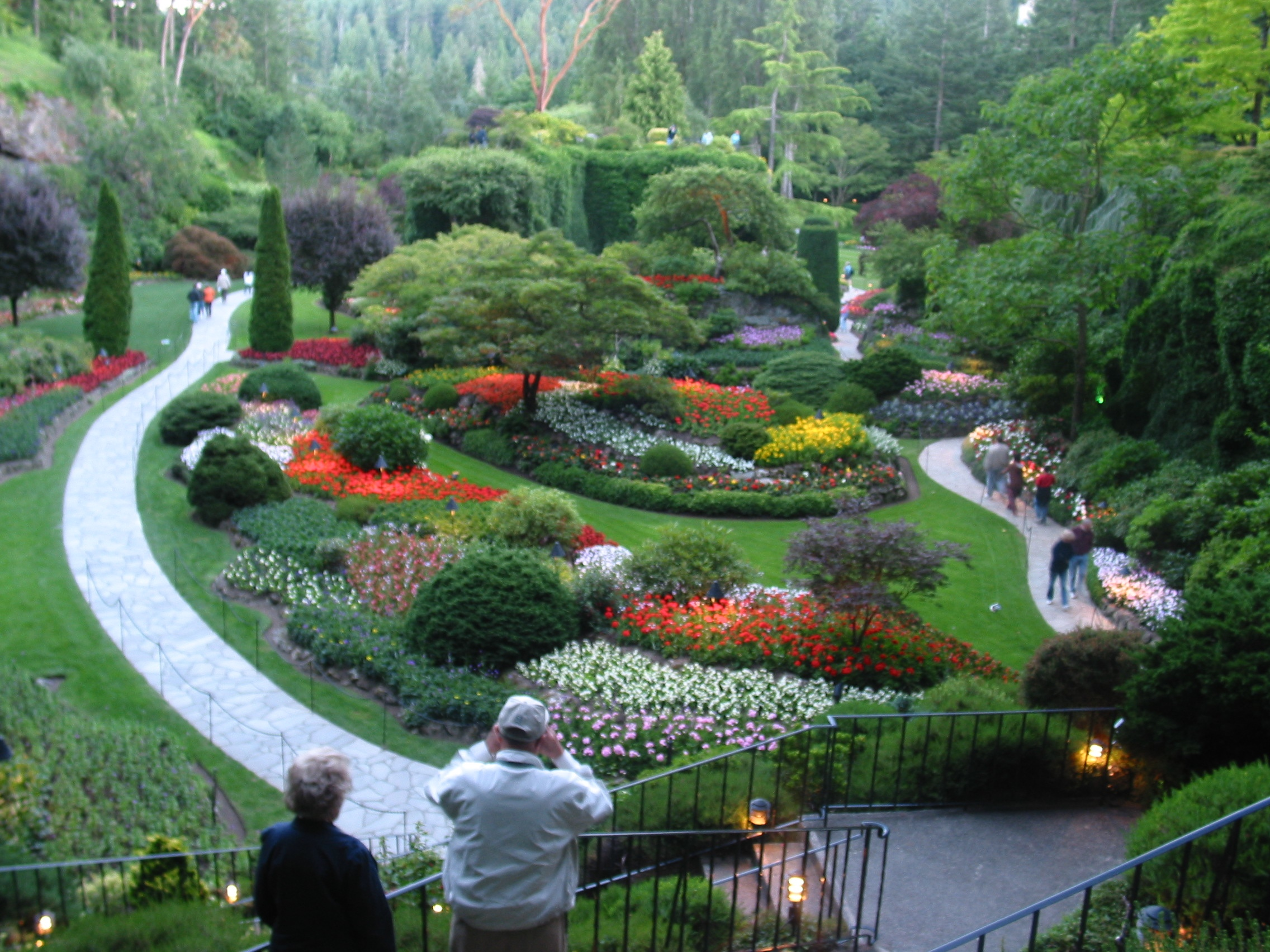
منظری از باغ‌های بوتچارت

ویکتوریا (به انگلیسی: Victoria) مرکز استان بریتیش کلمبیا، غربی‌ترین استان کانادا است.
جمعیت ویکتوریا در سال ۲۰۰۶ میلادی ۷۸٬۶۵۹ نفر و جمعیت کلان‌شهر (ویکتوریا و حومه) ۳۴۵٬۰۰۰ نفر بوده‌است.
ویکتوریا در جزیره ونکوور واقع شده و تقریباً ۱۰۰ کیلومتر از بزرگترین شهرِ استان که ونکوور نام دارد که در منطقه لوئر مین‌لند واقع است، فاصله دارد. این شهر همچنین حدود ۱۰۰ کیلومتر از شهر سیاتل، واشینگتن آمریکا فاصله دارد.
ویکتوریا که به نام ملکه ویکتوریای بریتانیا نامگذاری شده‌است، یکی از قدیمی‌ترین شهرهای شمال غربی اقیانوس آرام است که سکونت بریتانیایی‌ها در آن به سال ۱۸۴۳ بازمی‌گردد.
قدیمی‌ترین محله چینی‌های در آمریکای شمالی (بعد از محله چینی‌های سانفرانسیسکو) در این شهر قرار دارد. ویکتوریا مانند بسیاری دیگر از شهرهای جزیره ونکوور، دارای جمعیت قابل ملاحظه بومیان اولیه کانادا نیز هست.
ویکتوریا که به نام «باغ شهر» از آن یاد می‌شود، یک مقصد توریستی زیبا و جذاب است. همچنین بر اساس گزارش سایت نومبئو، در سال ۲۰۱۵، ویکتوریا بیستمین شهر دارای بهترین کیفیت زندگی در دنیا بوده‌است.
ویکتوریا میزبان شمار زیادی از دانشجویان غیر بومی است که هر ساله این شهر را جهت تحصیل در دانشگاه‌هایی چون دانشگاه ویکتوریا، کالج کموسان، دانشگاه رویال رودز و کالج هنر ویکتوریا انتخاب می‌کنند.
ویکتوریا همچنین یکی از مقاصد محبوب برای بازنشسته‌ها و از کارافتادگانی است که اقامت در این شهر را به دلیل آب و هوای بسیار خوب و بدون برف آن و نیز آرامش خاصی که معمولاً در شهر وجود دارد انتخاب می‌کنند.